# Hughie Gallacher
Hugh Kilpatrick „Hughie“ Gallacher (* 2. Februar 1903 in Bellshill; † 11. Juni 1957 in Gateshead) war ein schottischer Fußballspieler.

## Leben
Der kleine Stürmer war bekannt durch seine muskulöse Erscheinung und sein Talent, aber es gab auch negative Seiten am Schotten. Er war als sehr arrogant und als Hitzkopf verschrien. Gallacher spielte 19 Mal für die schottische Fußballnationalmannschaft und erzielte dabei 22 Tore, also eine Quote von mehr als ein Tor pro Spiel. Gallachers erster Verein war FC Queen of the South aus Dumfries. 1921 nach einem Jahr in Dumfries wechselte er zu FC Airdrieonians, mit denen er den schottischen Pokal holte. 1925 wechselte er zu Newcastle United nach England. Er wurde sofort Kapitän der Engländer, mit den Magpies wurde er englischer Meister. 1930 ging es weiter in den Süden zum FC Chelsea, wo er bis 1935 blieb. Nach dem Aufenthalt in London spielte er bei vier verschiedenen Klubs für ein Jahr, die Klubs waren: Derby County, Notts County, Grimsby Town und AFC Gateshead. Insgesamt erzielte der Schotte 387 Tore in 541 Pflichtspielen.
Gallachers Leben nahm 1957 ein tragisches Ende, als er auf Zuggleisen in Gateshead Selbstmord beging. Tags darauf hätte er vor Gericht aufgrund mutmaßlicher Misshandlungen seines Sohnes erscheinen müssen.

### Erfolge
- 1 × schottischer Pokalsieger mit den FC Airdrieonians (1924)
- 1 × englischer Meister mit Newcastle United (1927)

| Personendaten    | Personendaten                                   |
| ---------------- | ----------------------------------------------- |
| NAME             | Gallacher, Hughie                               |
| ALTERNATIVNAMEN  | Gallacher, Hugh Kilpatrick (vollständiger Name) |
| KURZBESCHREIBUNG | schottischer Fußballspieler                     |
| GEBURTSDATUM     | 2. Februar 1903                                 |
| GEBURTSORT       | Bellshill                                       |
| STERBEDATUM      | 11. Juni 1957                                   |
| STERBEORT        | Gateshead                                       |